# 仁勇路
仁勇路（Renyong Rd.）為高雄市仁武區的東西向道路，東起於鳳仁路口，西止於文前路口，是往來仁武區及鳥松區的重要道路，也是澄清湖周邊地區的重要聯外道路。

## 行經行政區域
- 仁武區
- 鳥松區

## 沿線設施
（由東至西）
- 臺灣土地銀行仁武分行
- 台灣林內工業股份有限公司高雄營業所
- 蘇老爺花生麥芽糖古味創新館
- 光陽機車順光
- 曹公新圳幹線
- 仁武赤夢山八仙廟
- 中華電信學院高雄所
  - 中華電信高雄澄清湖會館
  - 國家文官學院高雄園區(澄清湖)

## 相關連結
- 高雄市主要道路列表